# Huaino
O Huaino ou huaiño (em quíchua wayñu) é um importante gênero andino de dança e música, de origem pré-colombiano peruano e atualmente muito difundido entre os povos andinos. Adota diversas modalidades, segundo as tradições locais ou regionais; e, de certa forma, representa a adesão popular à cultura do chão pátrio. É considerada a dança andina por excelência. 
O cavalheiro oferece o braço direito para convidar a dama para dançar, põe o lenço sobre o ombro dela; em seguida é efetuado o passeio dos casais pelo recinto; e finalmente a dança, que consiste de sapateado ágil e vigoroso, durante o qual o cavalheiro aproxima-se da dama, frente a frente, tocando-a com seus ombros ao girar, e somente ocasionalmente enlaça seu braço direito ao esquerdo de seu par, ao mesmo tempo em que ambos evoluem ao ritmo da música. Seus movimentos são alegres e espertos. 
Sua estrutura musical surge de base pentatônica de ritmo binário, característica estrutural que permitiu a esse gênero converter-se na base de uma série de ritmos híbridos, desde a chicha até o rock andino. Os instrumentos que intervêm na execução do huaino são a quena, o charango, o bandolim, a harpa e o violino.
Em algumas variantes do huaino intervêm bandas típicas, que acrescentam instrumentos como as trompetas, o saxofone e o acordeão. Por outro lado, ainda que gêneros muito diferentes, na sensibilidade popular o huaino está mais vinculado à marinera do que aparenta, como o recorda este estribilho de marinera serrana: (em espanhol no original) "no hay marinera sin huaino / ni huaino sin marinera / cholita pollera verde / para tí va la tercera".  (Tradução: não há marinera sem huaino / nem huaino sem marineira / cholita de saia verde / para ti vai a terceira".)

## Alguns huainos peruanos
- Huaino  El cóndor pasa de Daniel Alomía Robles e interpretado pelo grupo musical "Sentimiento Perú".
- Huaino  Vírgenes del Sol" de Jorge Bravo de Rueda e interpretado pelo grupo musical "Sentimiento Perú".
- Huaino  "Valicha" de Miguel A. Hurtado e interpretado pelo grupo musical "Sentimiento Perú" em quíchua.
- Huaino, El Paria de Amadeo Molina Rojo e interpretado pelo grupo musical "Conjunto Musical Ancash-sede Trujillo, Peru".
- Huaino  "Mi propuesta" de César Romero e interpretado pelo grupo musical "Sentimiento Perú" em espanhol e quíchua.
- Huaino "Adios pueblo de Ayacucho" de Tony Medina e interpretado pelo grupo musical "Sentimiento Perú" em espanhol e quíchua.
- Carnaval andino peruano  "Carnavales de Apurímac" interpretado pelo grupo musical "Sentimiento Perú" em espanhol e quíchua.
- Carnaval andino peruano  "Carnavales de Ayacucho" interpretado pelo grupo musical "Dúo Ayacucho" em espanhol e quíchua.
- Carnaval andino peruano  "Contigo hasta el amanecer" de Alejandro Vivanco interpretado pelo grupo musical "Dúo Ayacucho" em espanhol e quíchua.